# Solonka
Solonka (ukrainisch und russisch Солонка, polnisch Sołonka) ist ein Dorf im Zentrum der ukrainischen Oblast Lwiw mit etwa 7000 Einwohnern.
Das erstmals im 15. Jahrhundert (anderen Quellen nach 1433) schriftlich erwähnte Dorf liegt in der historischen Landschaft Galizien am Ufer der Schtschyrka (Щирка), einem 46 km langen, linken Nebenfluss des Dnister, 13 km nordöstlich vom ehemaligen Rajonzentrum Pustomyty und 12 km südlich vom Oblastzentrum Lwiw.
Durch das Dorf verläuft die Fernstraße M 06 / E 471.
Solonka war bis 2017 das administrative Zentrum der gleichnamigen, 5,72 km² großen Landratsgemeinde im Rajon Pustomyty, zu der noch die Dörfer Maletschkowytschi und Nahorjany gehörten.
Am 13. Juli 2017 wurde das Dorf zum Zentrum der neu gegründeten Landgemeinde Solonka (Солонківська сільська громада Solonkiwska silska hromada) im Rajon Pustomyty, zu dieser zählen auch noch die 11 Dörfer Derewatsch, Chorosno, Lypnyky, Maletschkowytschi, Nahorjany, Nowosilka, Pidsadky, Pidtemne, Porschna, Rakowez und Subra.
Am 12. Juni 2020 kamen noch die 9 Dörfer Hrabnyk, Kowjari, Kuhajiw, Myljatytschi, Sahirja, Schyriwka, Selysko, Towschtschiw und Wowkiw.
Am 17. Juli 2020 wurde der Ort Teil des Rajons Lwiw.
Folgende Orte sind neben dem Hauptort Solonka Teil der Gemeinde:
| Name                     | Name        | Name                            | Name                |
| ukrainisch transkribiert | ukrainisch  | russisch                        | polnisch            |
| ------------------------ | ----------- | ------------------------------- | ------------------- |
| Chorosno                 | Хоросно     | Хоросно                         | Chrusno             |
| Derewatsch               | Деревач     | Деревач                         | Derewacz            |
| Hrabnyk                  | Грабник     | Грабник (Grabnik)               | Grabniki            |
| Kowjari                  | Ков'ярі     | Ковяри                          | Sołonieckie Chałupy |
| Kuhajiw                  | Кугаїв      | Кугаев (Kuhajew)                | Kuhajów             |
| Lypnyky                  | Липники     | Липники (Lipniki)               | Lipniki             |
| Maletschkowytschi        | Малечковичі | Малечковичи (Maletschkowitschi) | Maliczkowice        |
| Myljatytschi             | Милятичі    | Милятичи (Miljatitschi)         | Milatycze           |
| Nahorjany                | Нагоряни    | Нагоряны (Nagorjany)            | Nagórzany           |
| Nowosilka                | Новосілка   | Новосёлка (Nowosjolka)          | Nowosiólki          |
| Pidsadky                 | Підсадки    | Подсадки (Podsadki)             | Podsadki            |
| Pidtemne                 | Підтемне    | Подтёмное (Podtjomnoje)         | Podciemno           |
| Porschna                 | Поршна      | Поршна                          | Porszna             |
| Rakowez                  | Раковець    | Раковец                         | Rakowiec            |
| Sahirja                  | Загір'я     | Загорье (Sagorje)               | Zagórze             |
| Schyriwka                | Жирівка     | Жировка (Schirowka)             | Żyrawka             |
| Selysko                  | Селисько    | Селиско (Selisko)               | Siedliska           |
| Subra                    | Зубра       | Зубра                           | Zubrza              |
| Towschtschiw             | Товщів      | Толщев (Tolschtschew)           | Tołszczów           |
| Wowkiw                   | Вовків      | Волков (Wolkow)                 | Wołków              |